# Kamnitzklamm

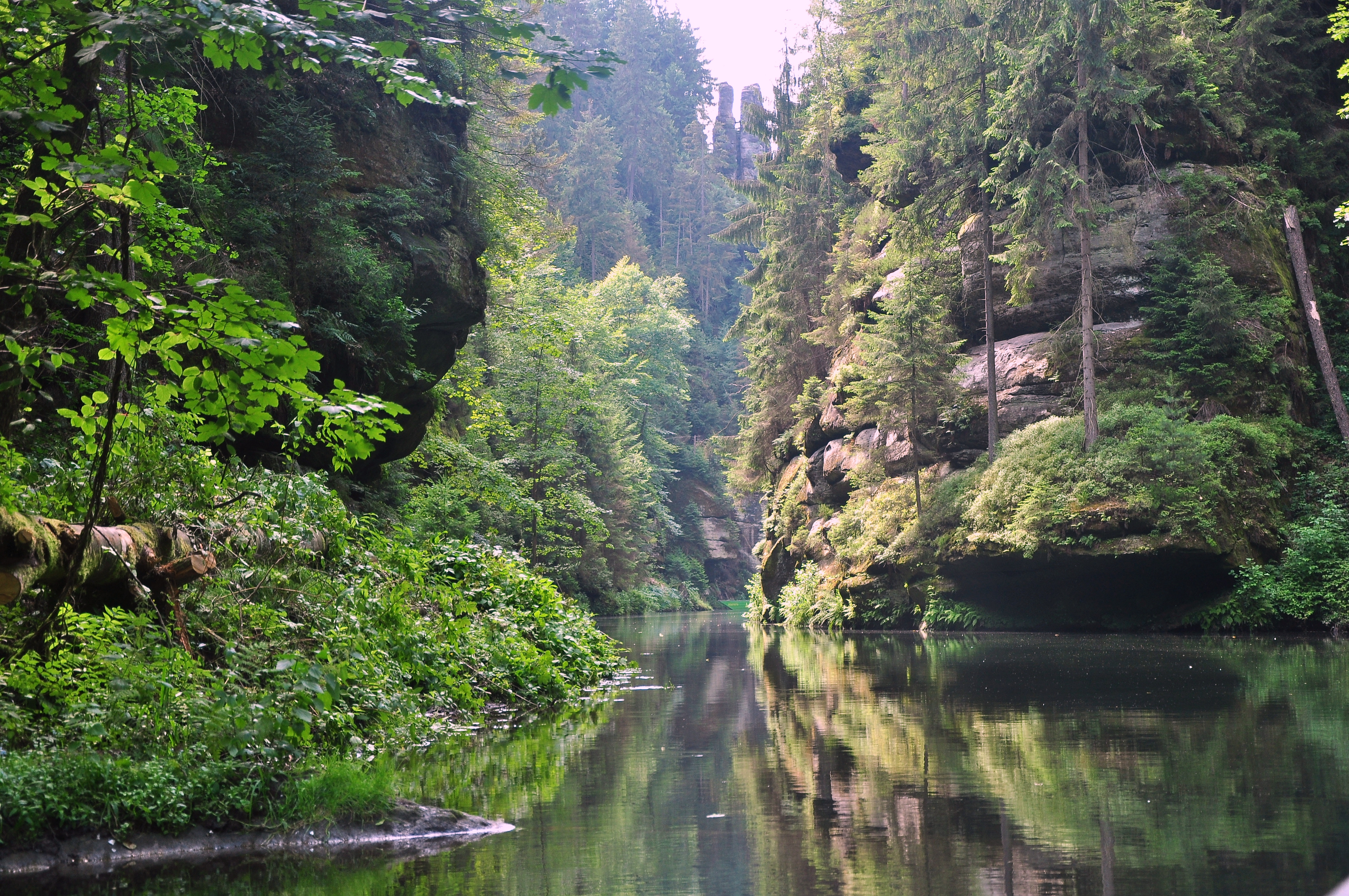
Talabschnitt in der Edmundsklamm (Edmundova soutěska)

Die Kamnitzklamm (tschechisch: Soutěsky Kamenice) bezeichnet eine Folge von Felsenschluchten, welche der Fluss Kamnitz beim Eintritt in die Sandsteinfelsen des Elbsandsteingebirges zwischen Srbská Kamenice (Windisch-Kamnitz) und der Mündung der Kamnitz in die Elbe in Hřensko (Herrnskretschen) auf einer Länge von ca. 11 Kilometern durchfließt. Die touristische Erschließung des bis dahin wegelosen Tales erfolgte Ende des 19. Jahrhunderts. Dabei wurden in drei Talabschnitten Kahnfahrten zur Passage eingerichtet. Die einzelnen Klammen sind als Ferdinandsklamm (Ferdinandová soutěska), Wilde Klamm (Divoká soutěska) und Edmundsklamm (Edmundova soutěska) bekannt. Letztere wird seit Ende des Zweiten Weltkrieges auch als Stille Klamm (Tichá soutěska) bezeichnet.

## Naturraum

### Flora
In der Klamm sammelt sich kalte Luft, so dass submontane und montane Pflanzenarten in einer ungewöhnlichen Höhe von etwa 150 Metern über dem Meer gedeihen. Dazu gehören das Zweiblütige Veilchen (Viola biflora), der Siebenstern (Trientalis europaea) und die Gemeine Fichte (Picea abies). Zudem häufen sich hier am Flussrand diverse Moos- und Farnarten, wie der Rippenfarn (Blechnum spicant), die Tannen-Teufelsklaue (Huperzia) oder Schlangen-Bärlapp (Lycopodium annotinum).
Am Fuß der Schlucht gedeiht ein Wald aus Tannen, Fichten, Buchen und teilweise Berg-Ahorn. Wo die ansonsten enge Klamm die Bildung einer Flussaue zuließ, blieben Teilstücke eines subkontinentalen Erlen-Eschenauenwaldes (Arunco sylvestris-Alnetum glutinosae) mit der typischen Pflanze Wald-Geißbart (Aruncus sylvestris) erhalten.
Die exponierten Standorte der Felsenriffe werden von acidophilen Kiefernwäldern mit locker verteilter Birke bewachsen. Da der Mensch nicht mehr eingreift, stellen diese Felsenriffe ein wertvolles Ökosystem dar, jedoch werden diese in unseren Breiten eher selten anzutreffenden Pflanzen immer mehr von der nicht heimischen Weymouth-Kiefer (Pinus strobus) bedrängt. Ökologisch gesehen ist zwischen den am Südhang und den am Nordhang gelegenen Kiefernwäldern ein Unterschied zu machen. Die meist im Schatten stehenden Kiefern am Nordhang haben sich an das etwas feuchtere und kältere Klima angepasst und besitzen eine feuchtere Ausbildungsform. An weniger steilen Felsriffen schließen sich die bodensauren Buchenwälder an und in den ebenen Lagen stehen eher Kiefern-Eichenwälder mit Preisel- und Heidelbeerstrauchbewuchs.

### Fauna
An den Bächen der Böhmischen Schweiz sind verschiedene Vogelarten beheimatet. Neben der Bachstelze, der Gebirgsstelze, der Wasseramsel und dem Zaunkönig ist der Eisvogel ansässig. Zudem gibt es in der Klamm verschiedene Libellenarten und Fischotter. Beheimatete Fischarten sind das Bachneunauge und die Äsche. Bis 1923 wurden auch Lachse gefangen. Seit 1998 wurden von einem Projekt hunderttausende junge Lachse in der Kamnitz ausgesetzt. Diese Tiere schwimmen über die Elbe ins Meer bis in die Gewässer um Island und kommen nach rund vier Jahren wieder zurück. Dazu war es nötig, Fischtreppen an den gestauten Stellen der Kamnitz zu errichten. 2002 wurden die ersten Rückkehrer wieder gesichtet.

### Naturschutz
Die Kamnitzklammen befinden sich im Bereich des Nationalpark Böhmische Schweiz (Národní park České Švýcarsko). Der Flussabschnitt zwischen der Dolský Mlýn (Grundmühle) und Hřensko (Herrnskretschen) inkl. der Wilden Klamm und Edmundsklamm unterliegt als Kernzone (Zona I) besonderen Schutzbestimmungen.

## Geschichte
Die teilweise bis zu 90 Meter tief im Sandstein eingeschnittene Kamnitzklamm wurde 1877 zum ersten Mal von jungen Männern auf Flößen zwischen der Dolský Mlýn (Grundmühle) und Hřensko (Herrnskretschen) befahren. Im Zuge der touristischen Erschließung der Böhmischen Schweiz rückten auch die Klammen der Kamnitz in den Blickpunkt.

### Ferdinandsklamm (Ferdinandová soutěska)
Als erster Talabschnitt wurde 1881 die etwa 1,7 Kilometer lange Ferdinandsklamm (Ferdinandová soutěska) zwischen der Mündung des Chřibská Kamenice (Kreibitzbach) bei Srbská Kamenice (Windisch-Kamnitz) und der Dolský Mlýn (Grundmühle) durch eine regelmäßige Kahnfahrt erschlossen. Zuvor wurden bereits 1877/78 erste Wildwasserkahnfahrten durchgeführt. Im Frühjahr 1881 befuhr der österreichische Thronfolger Erzherzog Franz Ferdinand von Österreich-Este während eines Besuches bei Edmund Moritz Fürst von Clary und Aldringen die Klamm. Auf ihn geht die Namensgebung als Ferdinandsklamm zurück. Nachfolgend wurden die Bootsfahrten wieder regelmäßig aufgenommen. Aufgrund der starken Strömung konnte die Kahnfahrt nur flussabwärts stattfinden. Die Kähne mussten nach der Ankunft an der Dolský Mlýn (Grundmühle) wieder mühsam per Hand flussaufwärts gezogen werden. Die Kahnfahrt auf der Ferdinandsklamm wurde 1939 wegen mangelnder Rentabilität und der zunehmenden Verschmutzung der Kamnitz durch Papierfabriken am Oberlauf eingestellt. Der Talabschnitt dieser Klamm ist bis heute nicht durch Wege erschlossen.

### Edmundsklamm (Edmundova soutěska)
Nachdem der Gebirgsverein für die Böhmische Schweiz im unteren Bereich des Kamnitztales 1889 erste provisorische Wege samt Schwimmbrücken, Stegen und einer Floßfahrt angelegt hatte, ließ der Grundherr Fürst Edmund Clary-Aldringen als Namensgeber der Edmundsklamm (Edmundova soutěska) diesen etwa 3,5 Kilometer langen Talabschnitt zwischen der Stimmersdorfer Brücke unterhalb von Mezná (Stimmersdorf) und Hřensko (Herrnskretschen) durch 200 italienische Arbeiter unter dem Baumeister Anton Dagostini ausbauen. Dabei wurde der Weg teilweise mit Tunneln und Galerien in die Sandsteinfelsen gesprengt. Die Kosten dafür beliefen sich auf 17.000 Gulden. Bestandteil der Passage ist eine ca. 960 Meter lange Kahnfahrt. Die Eröffnung des Weges erfolgte 1890. Mitte der 1960er Jahre erfolgte eine grundlegende Sanierung. Zur Kahnfahrt gehört ein künstlicher Wasserfall, der während der Kahnfahrt ausgelöst werden kann. Der Weg samt Kahnfahrt ist bis heute Bestandteil des Wanderwegenetzes in der Böhmischen Schweiz. Diese Klamm wird seit Ende des Zweiten Weltkrieges auch als Stille Klamm (Tichá soutěska) bezeichnet, wobei sich Anfang des 21. Jahrhunderts wieder die ursprüngliche Bezeichnung durchsetzte. 2019 zählte die Kahnfahrt in der Edmundsklamm etwa 400.000 Besucher. Infolge der Waldbrände im Elbsandsteingebirge im Juli und August 2022 wurde der Wanderweg samt Kahnfahrt in der Edmundsklamm aus Sicherheitsgründen wegen der Gefahr von Felsstürzen gesperrt bzw. eingestellt. Die Fahrten sollen im Testbetrieb mit begrenzten Kapazitäten und in Abhängigkeit des Wetters ab Mitte Juli 2025 wieder aufgenommen werden.

### Wilde Klamm (Divoká Soutěska)
Als dritter Talabschnitt wurde 1898 auch die ca. 1,8 Kilometer lange Wilde Klamm (Divoká Soutěska) zwischen der Mündung des Koutský potok (Soorgrund) und der Stimmersdorfer Brücke unterhalb von Mezná (Stimmersdorf) durch Wege erschlossen. Hier besteht eine ca. 450 Meter lange Kahnfahrt. Auch dieser Talabschnitt ist bis heute Bestandteil des Wanderwegenetzes in der Böhmischen Schweiz.

### Nicht realisierte Planungen
In der ersten Hälfte des 20. Jahrhunderts gab es wiederholt Pläne, auch den ca. 2,9 Kilometer langen weitgehend wegelosen und unerschlossenen Talabschnitt zwischen der Dolský Mlýn (Grundmühle) und der Mündung des Koutský potok (Soorgrund) durch Wege und Kahnfahrten passierbar zu machen. Dabei war u. a. die Errichtung eines 17 Meter hohen Staudamms vorgesehen. Die hohen erwarteten Kosten sowie Umweltschutzgründe verhinderten die Umsetzung der Pläne. Unterhalb der Dolský Mlýn (Grundmühle) ist das Kamnitztal heute nur auf einer Länge von ca. 500 Metern bis zur Talquerung des alten Kirchenweges von Vysoká Lípa (Hohenlaipa) nach Růžová (Rosendorf) durch einen Wanderweg erschlossen.

## Galerie

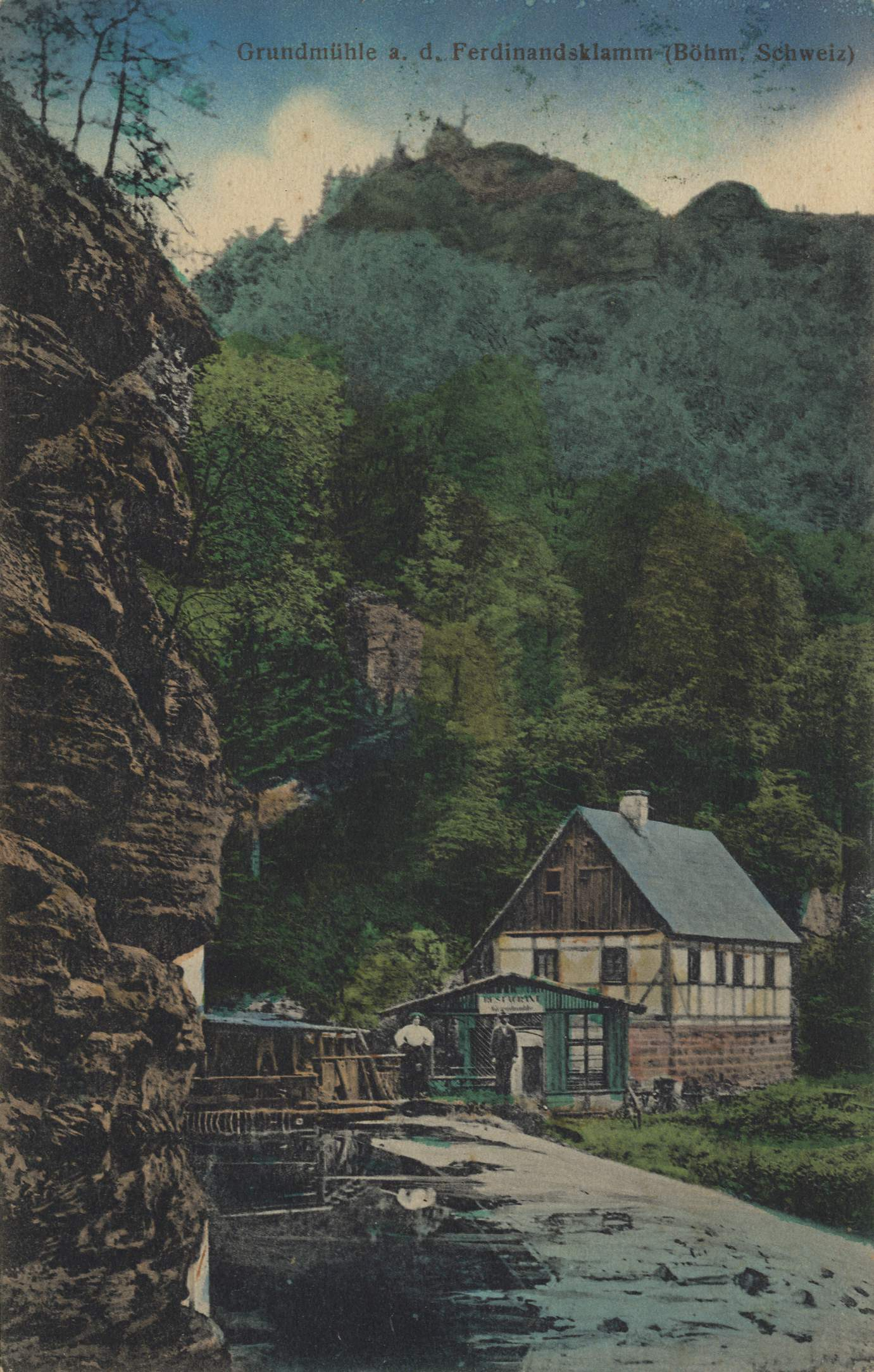
Historische Ansicht der Dolský Mlýn (Grundmühle), Endstation der Kahnfahrt auf der Ferdinandsklamm (Ferdinandová soutěska)
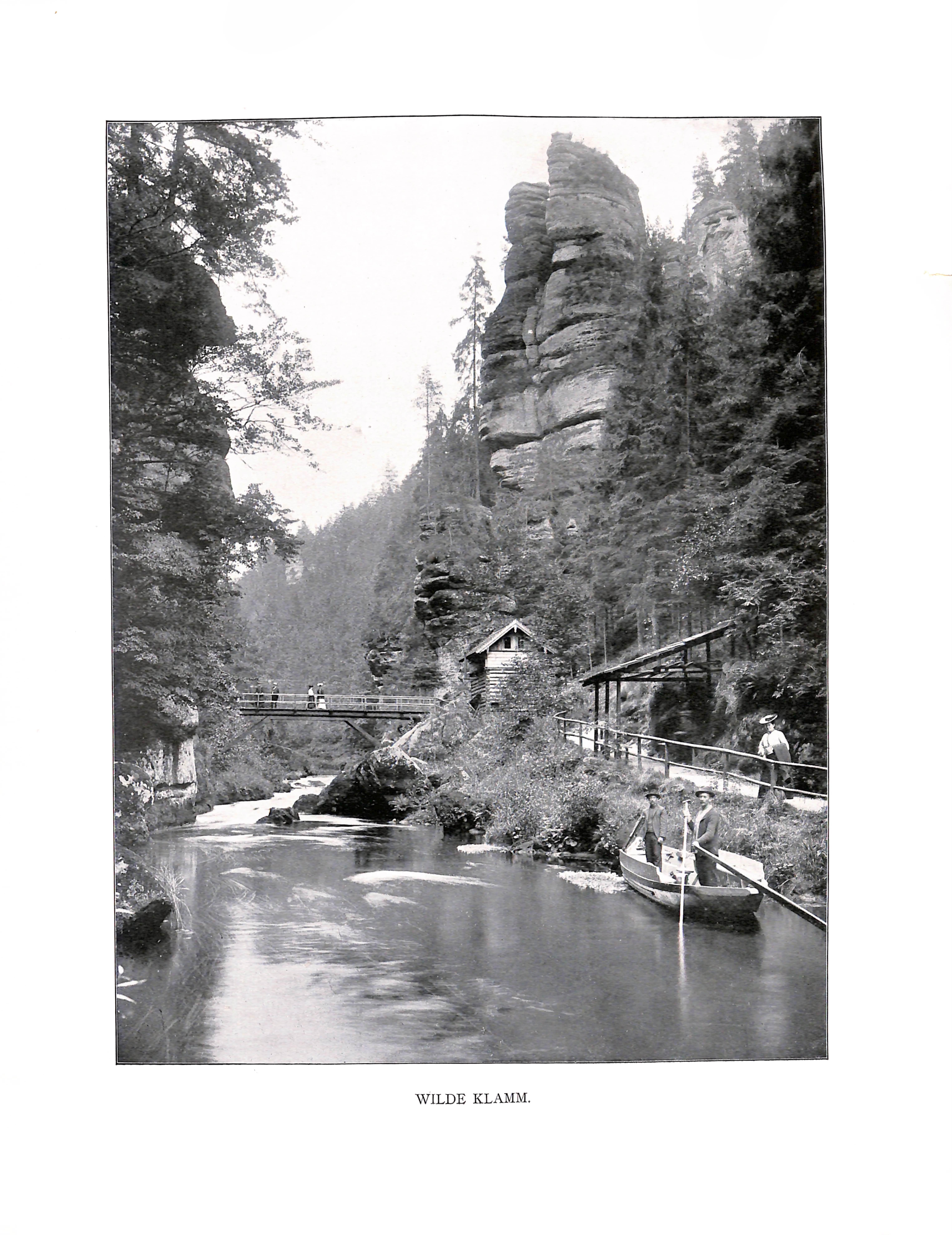
Historische Ansicht der oberen (östlichen) Bootsstation in der Wilden Klamm (Divoká Soutěska)
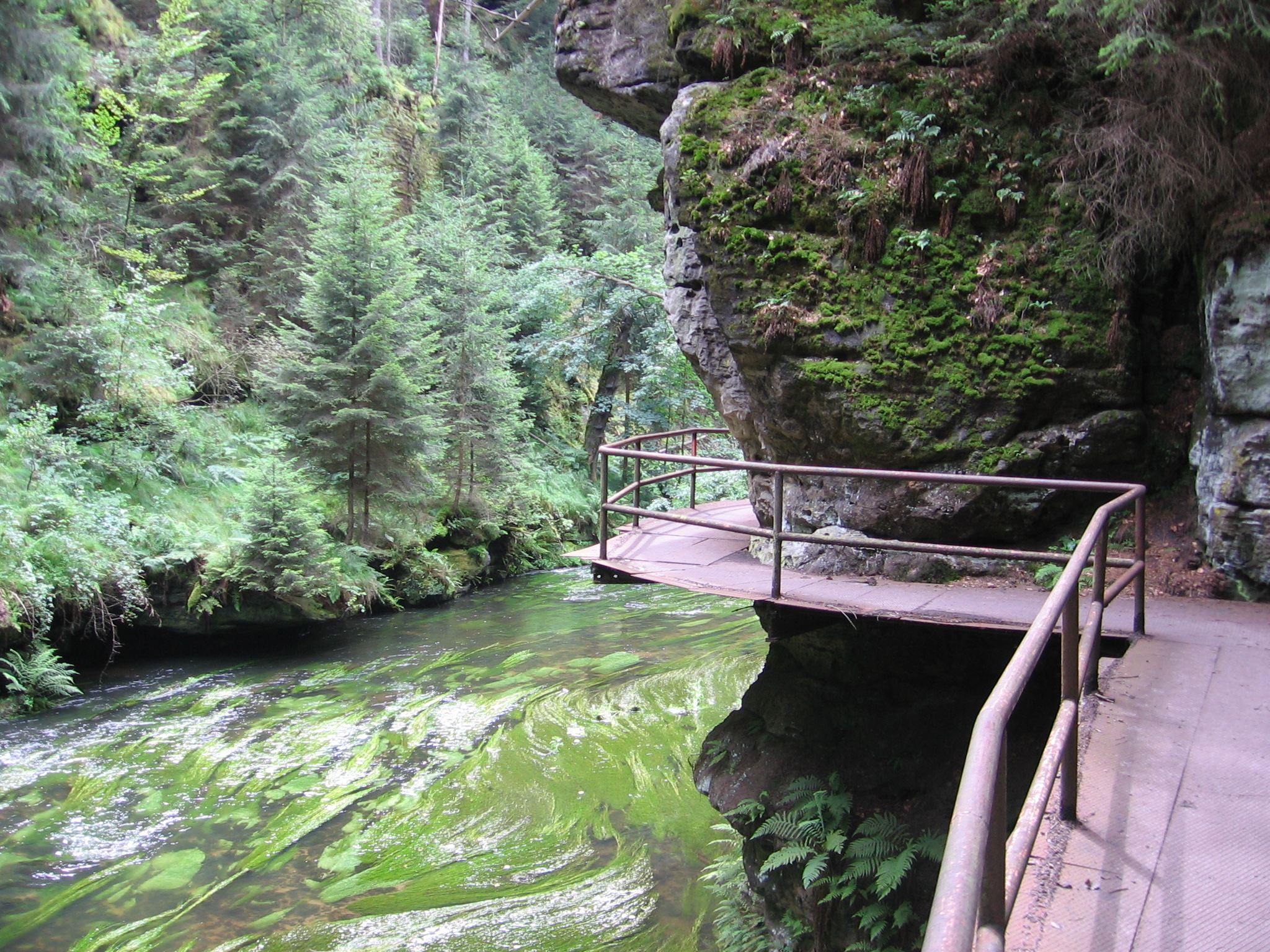
Wanderweg in der Wilden Klamm (Divoká Soutěska)
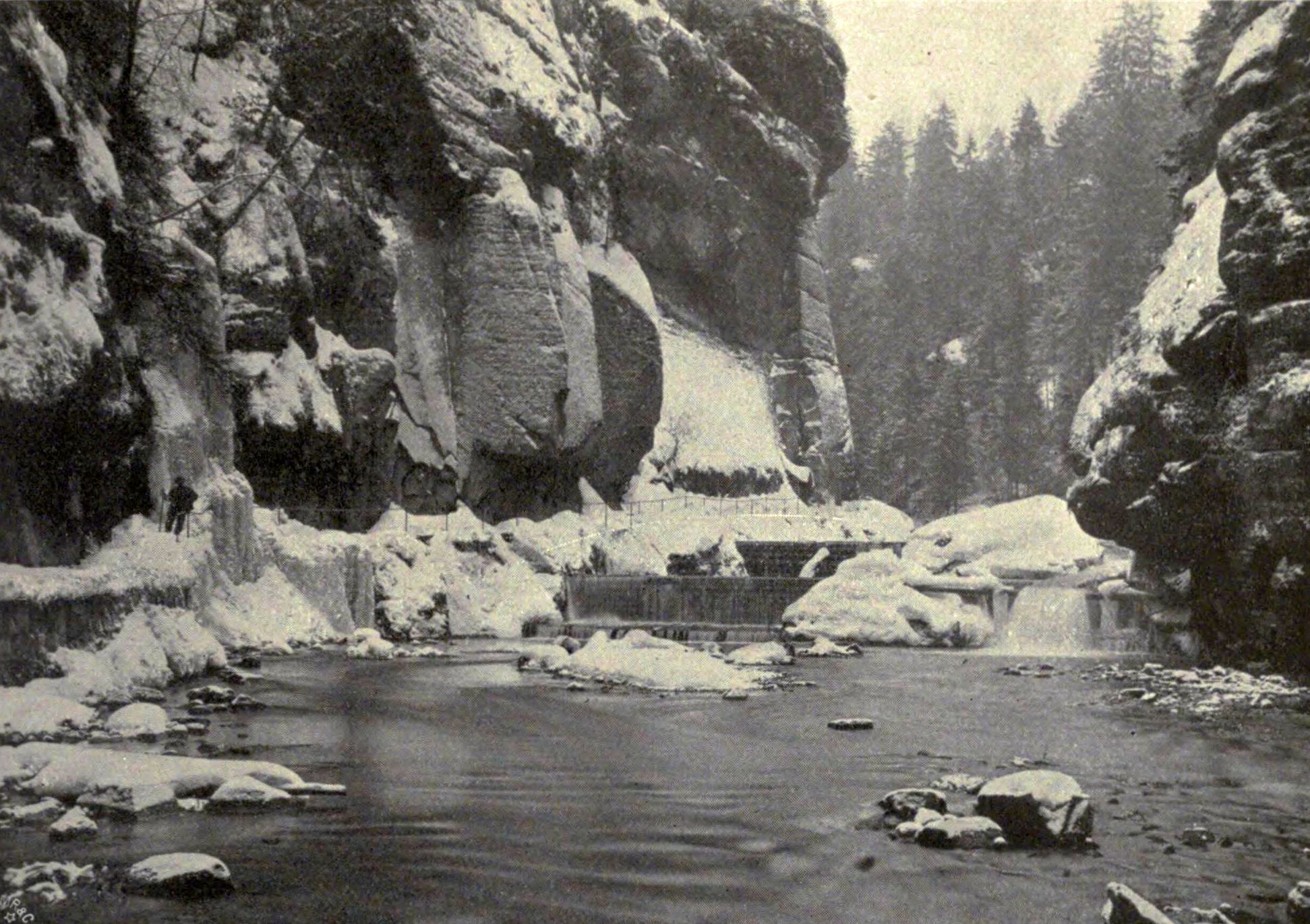
Historische Ansicht der Edmundsklamm (Edmundova soutěska) im Winter
Gedenktafel zur Erinnerung an die Erschließung der Edmundsklamm (Edmundova soutěska)
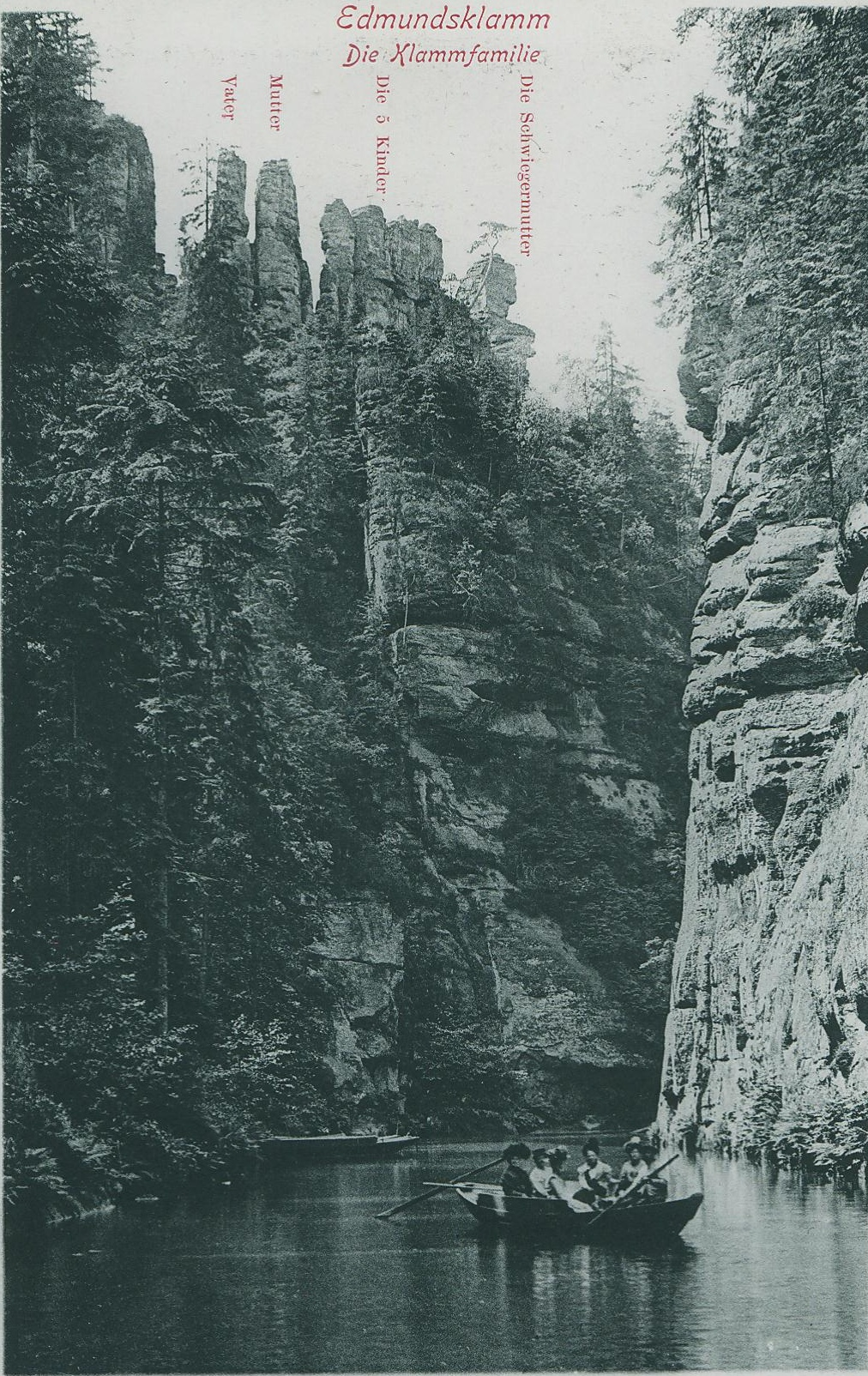
Historische Ansicht der Kahnfahrt in der Edmundsklamm (Edmundova soutěska)
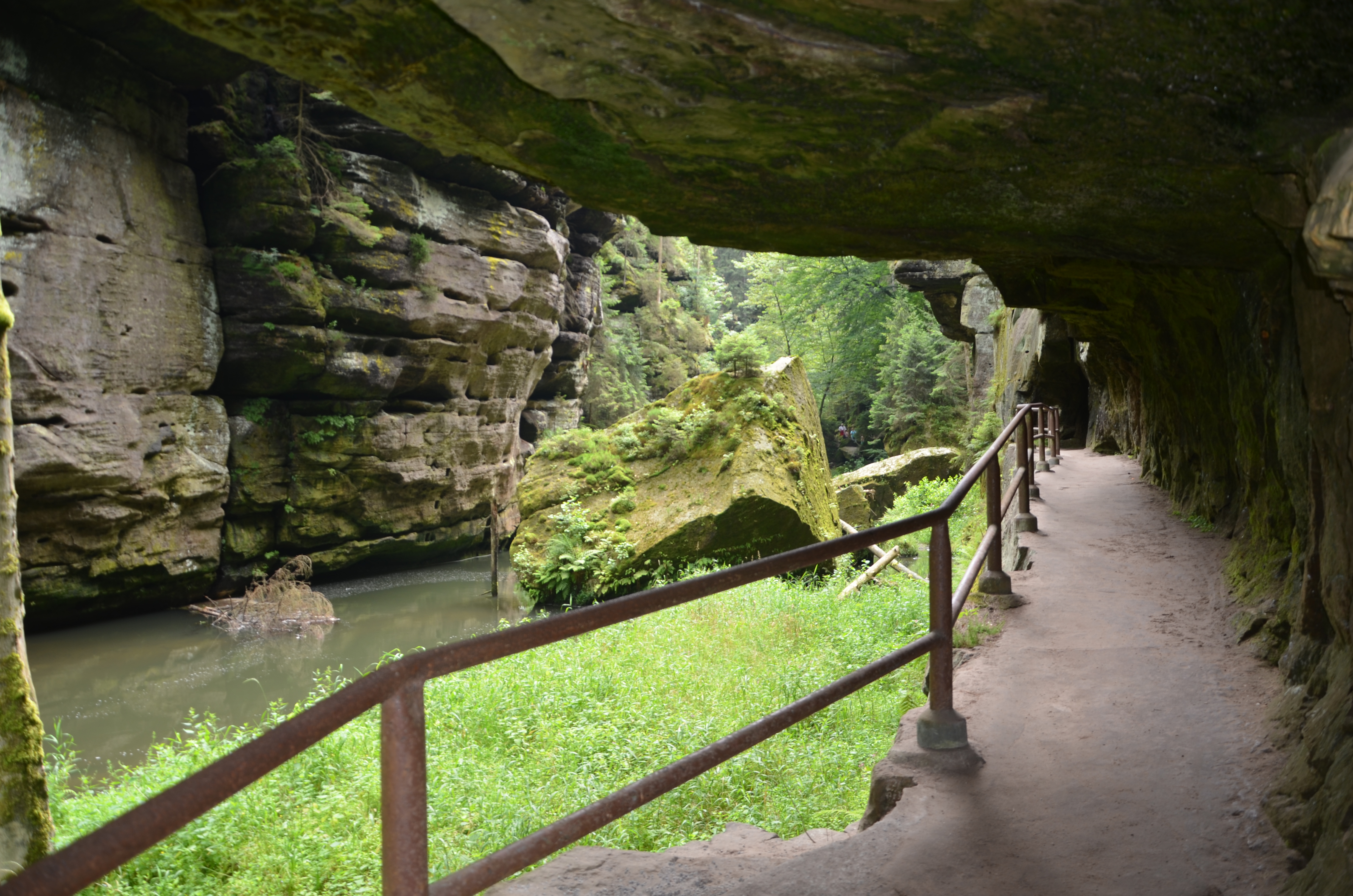
Wanderweg in der Edmundsklamm (Edmundova soutěska)
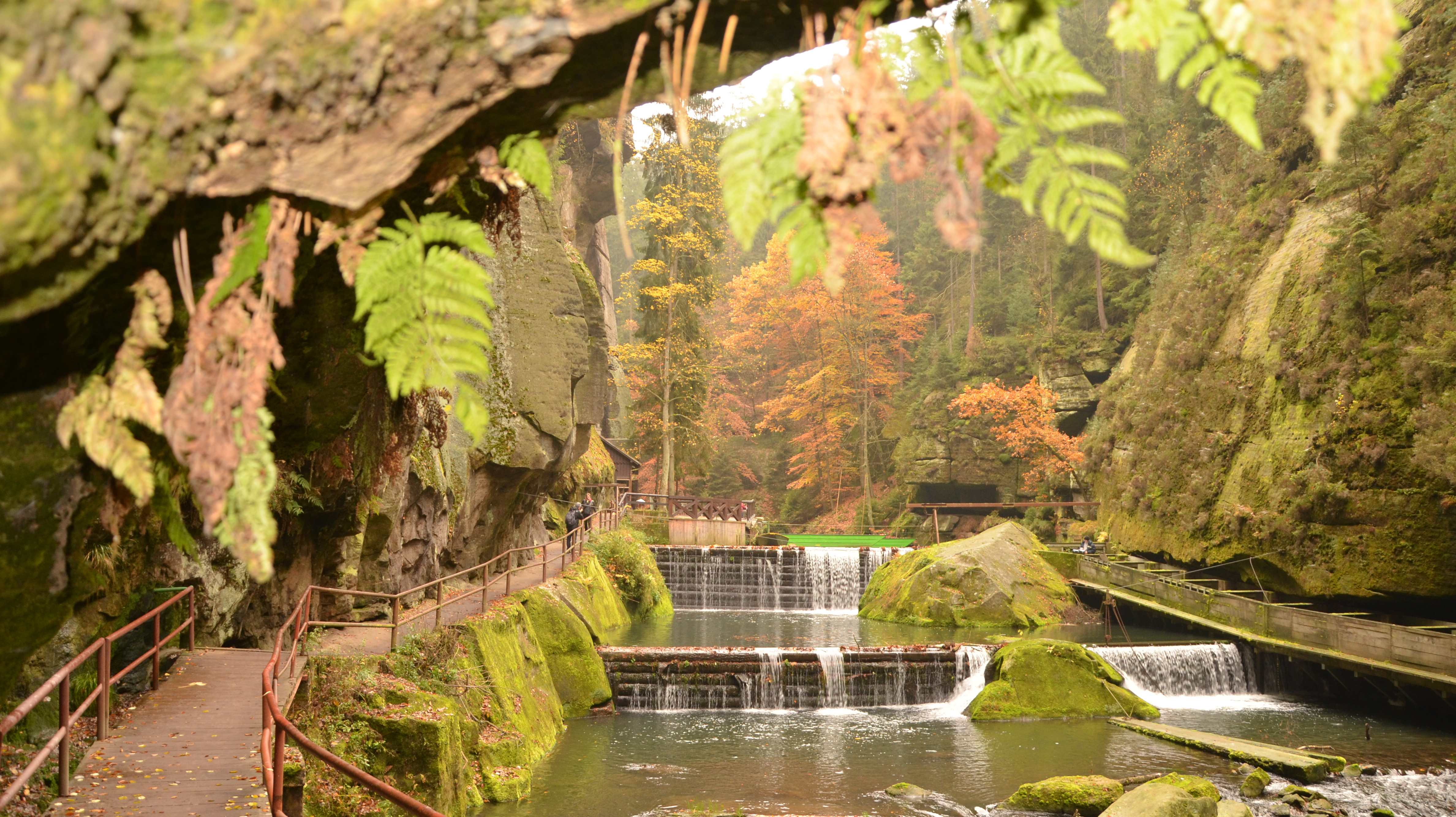
Wehr und Bootsstation in der Edmundsklamm (Edmundova soutěska)
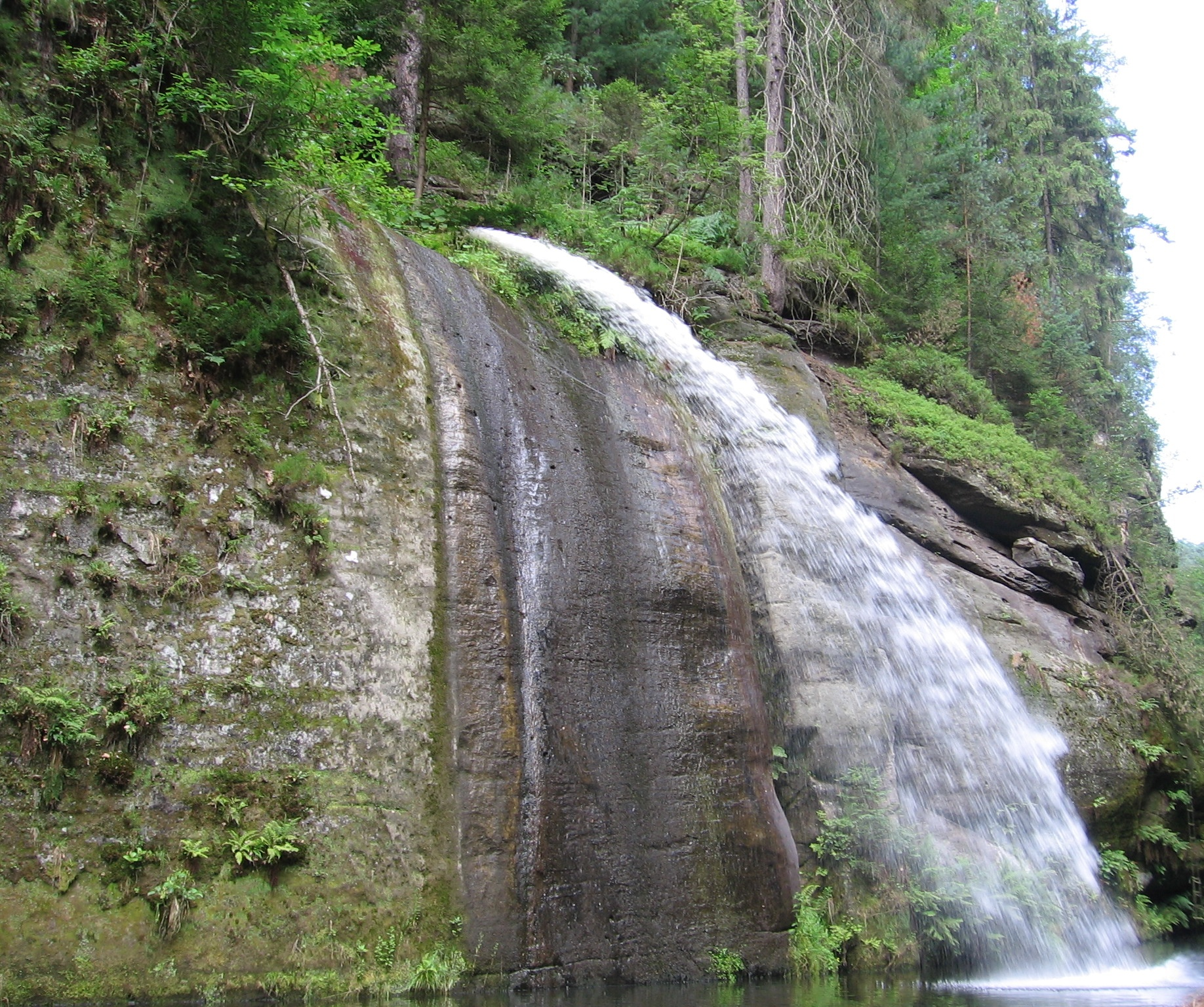
Künstlicher Wasserfall in der Edmundsklamm (Edmundova soutěska)
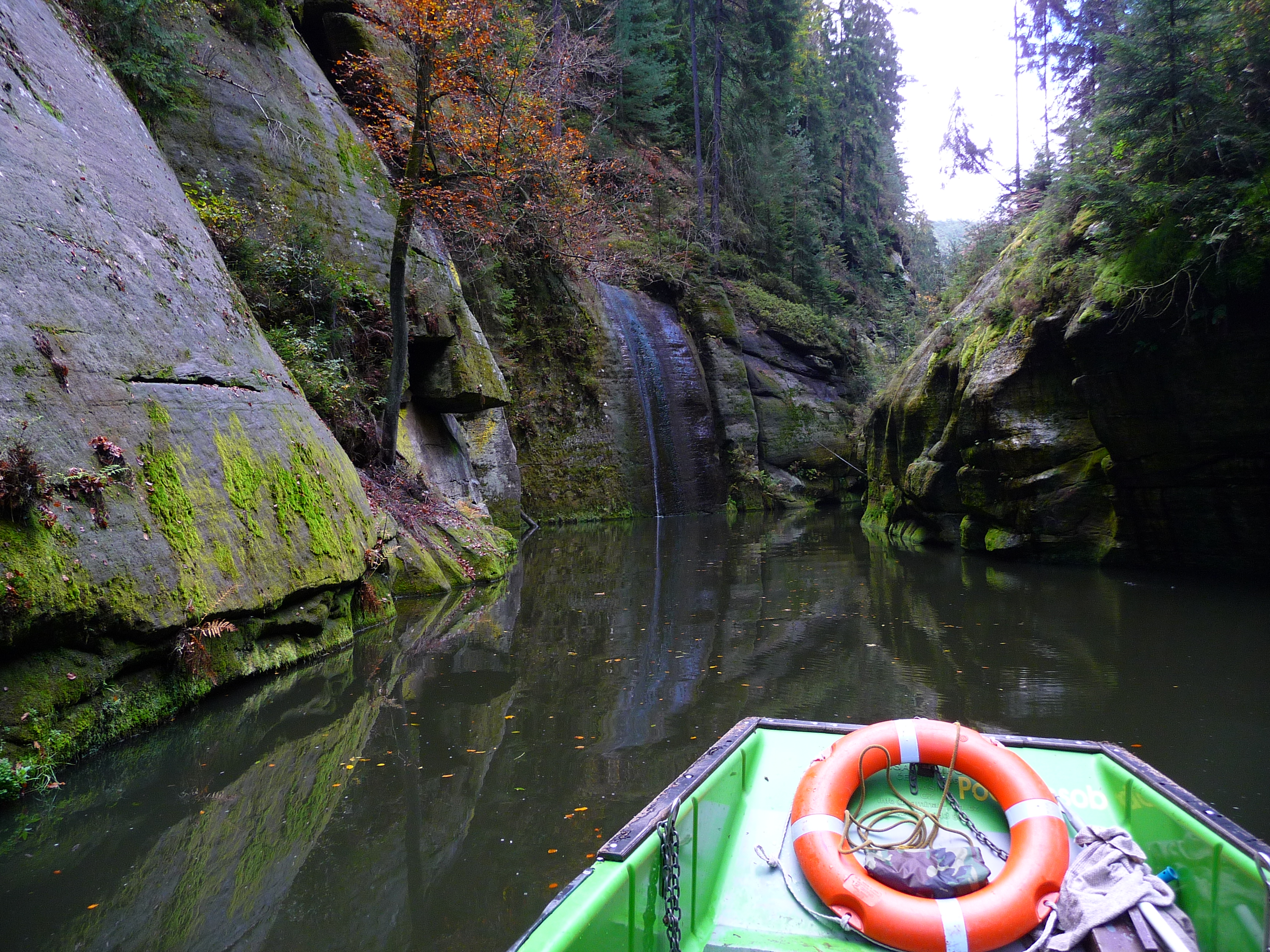
Kahnfahrt in der Edmundsklamm (Edmundova soutěska)
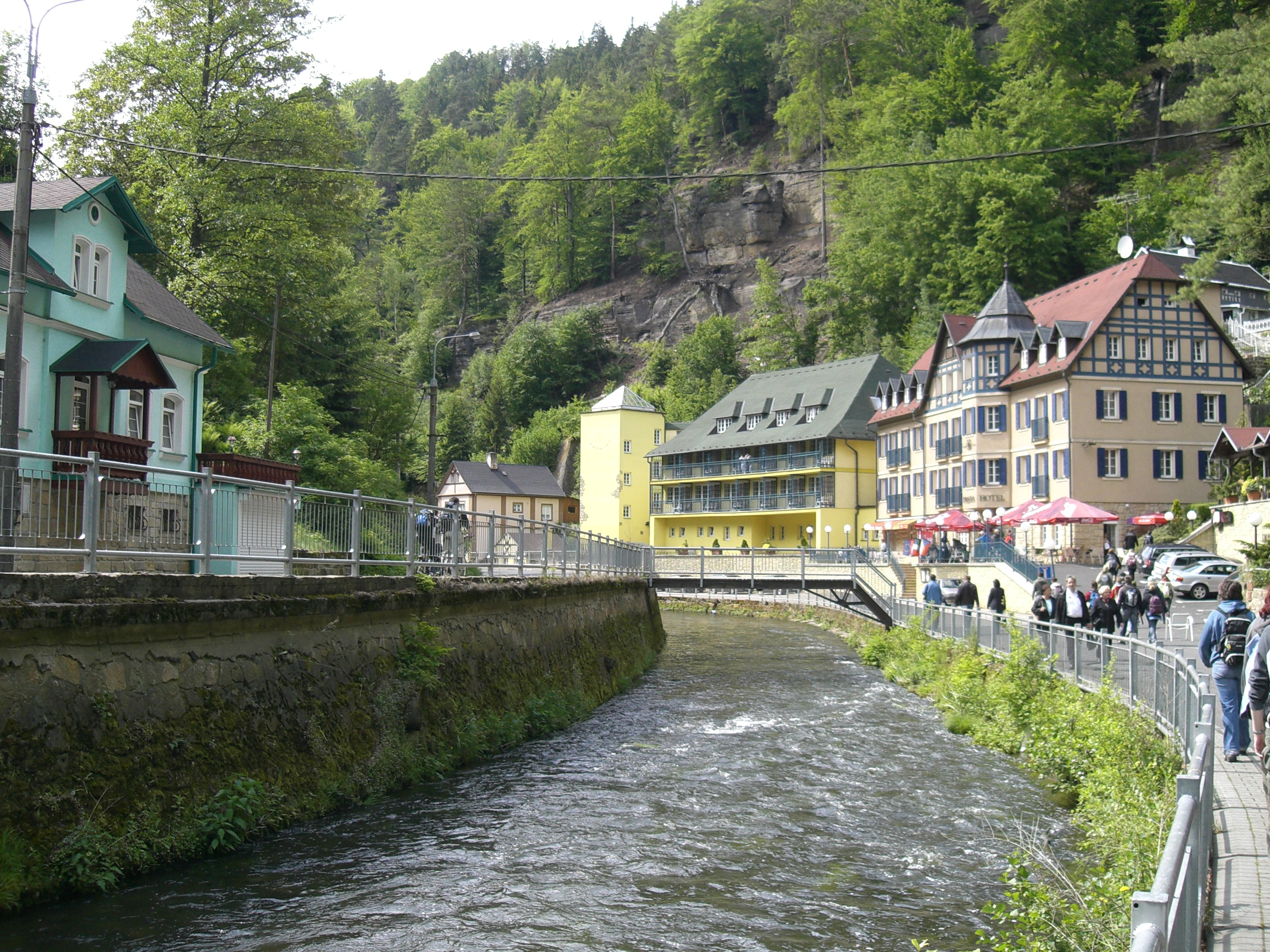
Engtal der Kamnitz (Kamenice) unterhalb der Edmundsklamm (Edmundova soutěska) in der Ortslage Hřensko (Herrnskretschen)